# 中小國車站
中小國車站 （日语：／ Naka-oguni eki */?）是一由東日本旅客鐵道（JR東日本）與北海道旅客鐵道（JR北海道）所共同使用的鐵路車站，位於日本青森縣東津輕郡外濱町（外ヶ浜町），是JR東日本津輕線與JR北海道海峽線的交會車站。中小國車站是JR東日本與JR北海道兩家公司之間兩座邊界車站之一（另一站為新青森，兩家業者所屬路線的切換點實際上是在中小國與大平兩站之間的新中小國號誌站（新中小国信号場））。站務上，中小國車站是由JR東日本負責經營的無人站，管理站為青森車站。

## 簡介
作為津輕線與海峽線的銜接點，中小國車站在站務上是編屬在津輕線底下，包括津輕線與海峽線的列車都會行經本站。其中行駛在海峽線上的普通列車是在隔鄰的蟹田發車之後經本站進入海峽線，命名為「津輕海峽線」，但全部的班次都只會路過本站而不會停車。

## 車站結構
本站站舍與同期一併開業的大平、大川平、今別屬同一類型，都是以磚所砌成的單層站舍，站舍只設一個面向月台的出入口，全屋分成兩個部份，左邊為候車室，右邊為原有站務室，無人化後皆變成儲物室。車站出入口位於站舍旁邊，與相鄰的單車停車場相連，屬沒有梯級的無障礙通道。
現時只設有側式月台1個，列車不能交會，有效長度為3輛。列車靠站時，下行往三廐方向為左側上落；上行往蟹田方向則為右側上落。

## 歷史
- 1958年10月21日：日本國有鐵道（國鐵）津輕線蟹田～三廄間開通，本站開業[1][4]。
- 1987年4月1日：國鐵分割民營化，車站改由JR東日本管轄。
- 1988年4月1日：隨北海道旅客鐵道（JR北海道）海峽線（津輕海峽線）通車；津輕線青森站～本站～新中小國信號場間電化（交流電20,000V・50Hz）。又因本站～新中小國信號場間為兩線重複區間，本站為旅客營業上的分岐站，是JR北海道及JR東日本的境界站。
- 2016年：

- 3月21日：隨北海道新幹線準備開業，海峽線旅客列車終止。
- 3月26日：因北海道新幹線開業，海峽線定期旅客列車正式廢止。津輕海峽線的路線名稱也不再使用。

- 2019年6月1日：隨蟹田站業務委託化，管理站由青森站承繼。
- 2022年8月3日：受豪雨令部份路段受到破壞，蟹田～三廄列車服務暫停，改以代行巴士及社區的士暫代[5][6]。

## 相鄰車站
東日本旅客鐵道（JR東日本）
■津輕線
蟹田－中小國－（新中小國信號場）－大平
北海道旅客鐵道（JR北海道）
■海峽線（沒有定期旅客列車運行）
中小國（所有列車通過）－（新中小國信號場）－（奧津輕今別（只限待避設備））－（龍飛定點）－（吉岡定點）－（湯之里知內信號場）－木古內

## 外部連結
- 中小國車站（JR東日本） （页面存档备份，存于）（日語）
- 中小國車站（いつもNAVI）（日語）